# Ceinture de police

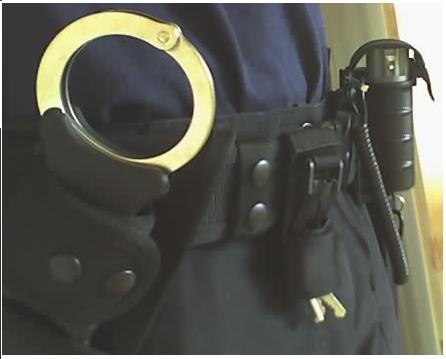
Le ceinturon d'un policier britannique, avec des menottes rapides, des clés de menottes et un spray CS.

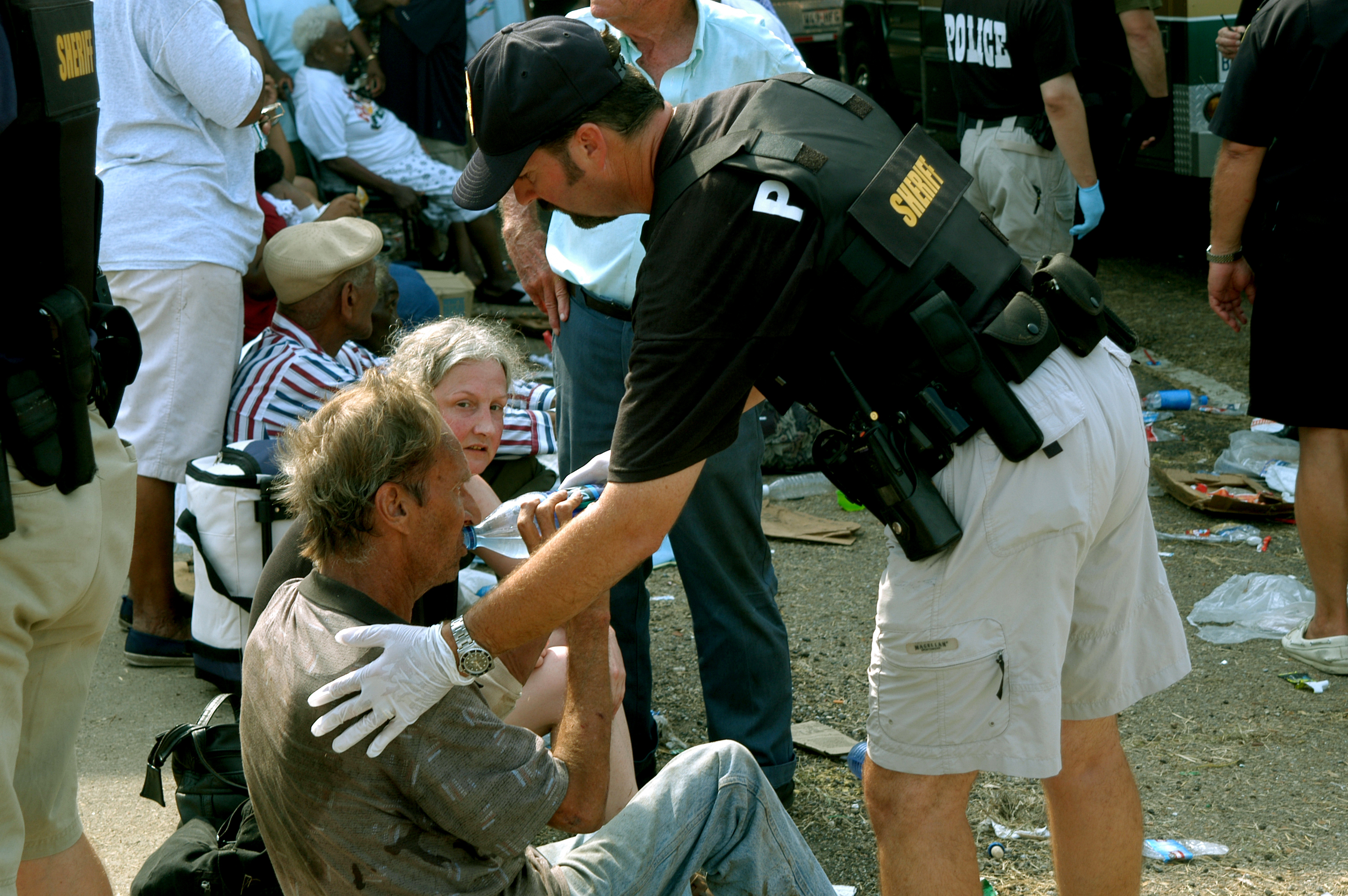
Divers accessoires accrochés sur un ceinturon

Une ceinture de police ou un ceinturon de police, est une ceinture, généralement fabriquée en nylon ou en cuir, utilisée par les policiers et les agents de sécurité pour transporter plus facilement du matériel, d'une manière facilement accessible, permettant aux mains libres d'agir. Ce ceinturon contient de nombreux équipements, allant des menottes aux pistolets (en).

## Histoire

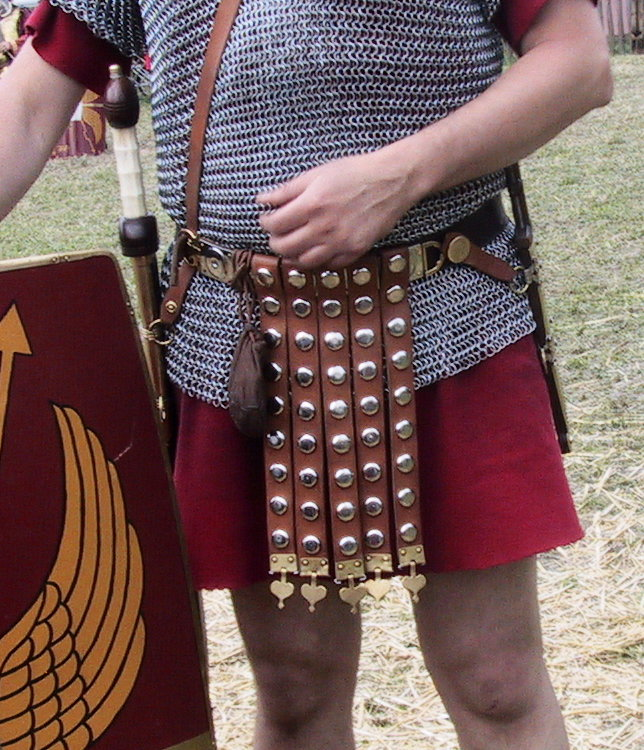
La cingulum militare d'un soldat romain

Au cours de la Rome antique, les soldats romains portaient une ceinture (latin : cinctura), généralement en cuir, souvent ornée de pierres précieuses, de métaux ou des deux et qui se « nouait » autour de la taille : la ceinture militaire romaine (latin : cingulum ou cintus, pl. cinti). Le mot accintus signifiant « le fait de se ceindre ou de s'armer ».
Au Moyen Âge, le chevalier reçoit son ceinturon au cours de l’adoubement.
Au Royaume-Uni, l'équipement policier le plus ancien, un coutelas ou une arme à feu était généralement attaché à la ceinture de la redingote. Dès 1764, les matraques ont été introduites dans l'équipement policier,, puis dans les années 1850, de nombreux services de police ont commencé à revêtir le manteau à queue d'hirondelle et un haut-de-forme. Dans les années 1860, une casquette ou un képi avec une redingote ont été introduits ainsi que des casques spécialement conçus pour la protection contre les attaques et les intempéries. Au début des années 1900, des poches adaptées à du port d'équipement ont été introduites dans certains cas. En 1994, les forces de police du Royaume-Uni ont commencé à uniformiser leur uniforme au niveau national, obligeant les policiers à ne plus porter leur matériel dans des sacs à main ou dans des poches, mais à ce ceindre d'un ceinturon pour contenir tout leur équipement.
Avant le ceinturon, les femmes agents britanniques portaient dans leur sac à main leur carnet de police (en) et leurs matraques, plus courtes que celles des hommes. Les agents masculins portaient des menottes, alors que les femmes agents n'étaient pas autorisées à le faire sans autorisation spéciale.
Aux États-Unis, dans les années 1950 et 1960, la ceinture Sam Browne (en) était très utilisée par les policiers américains.

## Composition du ceinturon

### Matériel
La plupart des ceinturons ont une largeur de 2 pouces 1/4 et sont fabriqués en nylon pare-balles (en) ou en cuir,. De nombreux services de polices canadiens se sont plaints, de douleurs au dos dues à la rigidité excessive du cuir des ceinturons. En conséquence, de nombreux ministères canadiens optent maintenant pour des ceinturons en nylon, plus flexibles. Le Service de police de la Ville de Montréal (SPVM), le deuxième plus important service de police municipale au Canada a confié à un cabinet de conseil le soin de trouver des solutions plus ergonomiques.
En Australie, en raison de problèmes de dos et de maniabilité, la police de l'État de Washington a tendance à porter son équipement sur leurs gilets plutôt que sur leurs ceinturons. De plus, les ceinturons tombaient sous le poids de tout ce qui était transporté. Récemment, les fabricants ont introduit des ceinturons à double couche qui conservent leur forme et peuvent supporter le poids du matériel.
Le ceinturon en nylon est généralement moins coûteux, plus léger et plus facile à entretenir que le ceinturon en cuir de qualité comparable. Cependant, le cuir est généralement considéré comme ayant un aspect plus traditionnel et professionnel. Pour combiner le meilleur des deux matériaux, des sociétés comme Bianchi International (en) fabriquent des ceinturons en nylon qui ont l'aspect du cuir.

### Couleur
La couleur la plus courante pour les ceinturons des agents des forces de l'ordre et des agents de sécurité est le noir, cependant, il y a quelques variations. Dans certains cas, le cuir brun est utilisé à la place du noir, qui est généralement choisi uniquement à des fins esthétiques - parce qu'il convient mieux à la couleur des uniformes des agents.

## Usage
Les ceinturons se mettent autour de la taille de l'agent et se referment avec une boucle à l'avant. Celle-ci est souvent protégée par un velcro pour empêcher toute personne autre que l'agent de libérer le ceinturon.

### Boucle de ceinturon
Dans le passé, de nombreux ceinturons tombaient ou se déplaçaient autour de la taille lorsqu'un agent faisait une activité physique ou d'interpellation. Les boucles de ceinture (de) s'enroulent autour du ceinturon et de la ceinture du pantalon, pour aider au maintien en place du ceinturon, même lorsque l'agent retire quelque chose du ceinturon ou s'engage dans l'interpellation d'un suspect.

### Bretelles de ceinturon

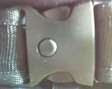
Une boucle à trois voies.

Les bretelles de ceinturon permettent à l'agent de police de déplacer une partie du poids du ceinturon sur les épaules, aidant le ceinturon à ne pas tomber. Cela signifie également que le ceinturon ne doit pas être portée aussi étroitement, réduisant ainsi la pression exercée sur le ventre et la taille. Toutefois, les bretelles peuvent également poser problème en matière de sécurité, car elles peuvent être utilisées contre l'agent en cas de conflit. Des versions plus récentes, telles que le Break off, agissent comme une cravate toute faite (en) lorsque vous tirez dessus, ce qui réduit les risques d'être étranglé.

### Attaches
Traditionnellement, les ceinturons étaient fermés à l'aide d'une boucle en métal. Cependant, ce type est en train de changer pour un certain nombre de raisons. Aujourd'hui, les boucles en plastique sont plus courantes et bon nombre d'entre elles intègrent un système de boucle à trois voies pour plus de sécurité. Un exemple de ceci est le système « Coplock », qui oblige le porteur à appuyer sur un troisième loquet de dégagement avant que les boucles ne puissent être séparées ; ceci permet de réduire le risque que le ceinturon soit libérée par quiconque, à l'exception de son porteur.
Les boucles en plastique sont souvent préférées aux versions en métal traditionnelles, car lors de l'utilisation, il est beaucoup plus facile d'ajuster la longueur du ceinturon pour l'adapter aux courbes naturelles des agents, alors qu'avec les boucles en métal, les longueurs de jeu, déterminées par la position des trous dans le ceinturon, rendent difficile l'adaptation personnelle d'un agent.

## Équipement
L'équipement généralement porté au ceinturon comprend : menottes, radios (en), matraque, dispositifs de protection portables tels que spray au poivre, armes à feu et munitions, pistolet, taser, lampes de poche, piles, gants, stylos, crayons, clés, outils multifonctions, perforateurs, etc. Les équipements transportés diffèrent grandement d'un pays à l'autre et d'une région à l'autre dans le même pays, non seulement en raison de son choix, mais aussi de risques naturels - par exemple, le spray au poivre gèlerait dans des climats très froids. Dans certains pays, les agents portent un couteau,.

### Étui pour arme de poing
Un étui pour arme de poing tient fermement l'arme à feu de l'agent. Il possède entre un et trois points de verrouillage pour maintenir le pistolet en place et peut comporter une corde attachée à l'arme à feu pour empêcher le vol de l'arme.

### Pochette radio

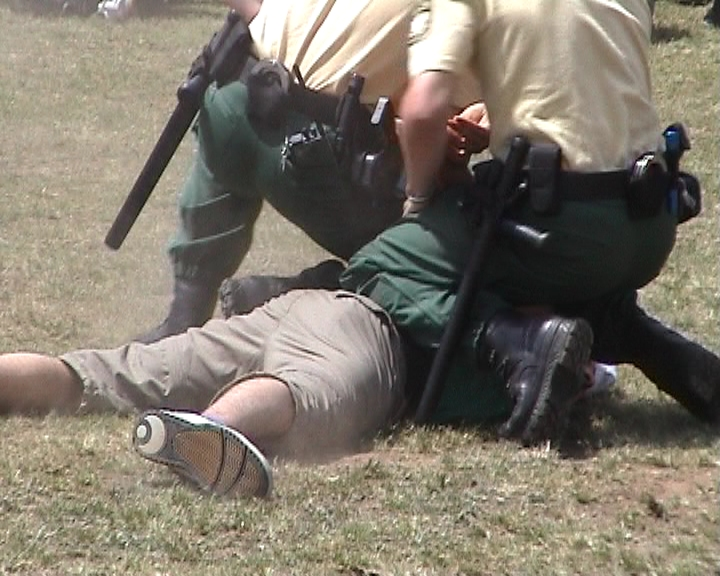
Les policiers allemands soumettent un délinquant. Les deux agents ont des matraques, des armes de poing, des menottes et des radios attachées à leur ceinturon.

La pochette de radio contient en toute sécurité la radio personnelle ou l'émetteur-récepteur de poche de l'agent.
Les deux types de pochettes radio les plus fréquentes sont :
- une pochettes à barre en forme de L sur laquelle repose la radio et est sécurisée par une boucle autour du milieu de la radio ;
- une pochette à deux pièces consistant en une pochette radio et un émerillon. La radio est maintenue dans la pochette par une boucle sur le dessus, puis la pochette est attachée au ceinturon par un émerillon. Cette conception permet à la radio d'être facilement retirée du ceinturon pour une utilisation manuelle.

Souvent, un microphone à haut-parleur externe est relié à la radio, généralement accroché à la chemise de l'agent.
Récemment, la surveillance intra-auriculaire est devenue plus courante, avec un microphone à revers plus petit fixé à la chemise. Ce système intra-auriculaire complète ou remplace le microphone à revers plus ancien. Un bouton « Push to Talk » se situe généralement à la radio ou s'étend à un commutateur distinct situé ailleurs sur le responsable.

### Menottes

#### Menottes à maillon de chaîne ou articulées
Les menottes sont généralement portées à de nombreux endroits différents sur le ceinturon et utilisent une variété de poches, telles que des supports supérieurs et fermés et des boucles pour menottes. Des agents avisés placent les menottes dans des endroits pratiques pour faciliter leur prise.
Récemment, des inquiétudes ont été exprimées selon lesquelles le fait de porter des menottes à l'arrière du ceinturon pourrait être dangereux, en raison de la pression exercée sur le bas du dos par les poignets et l'étui, lorsqu'ils étaient assis. Bien que cela ne soit pas un problème pour les agents de contrôle qui patrouillent dans une zone à pied, cela peut entraîner de graves problèmes pour les agents assis à bord de véhicules. Au fil du temps, le boîtier des menottes peut provoquer une rupture du disque de la 5e vertèbre lombaire du dos[réf. nécessaire], et causer le pincement du nerf sciatique - engourdissant ainsi la jambe gauche de l'agent, affectant sévèrement sa capacité courante.
Certains agents choisissent de porter leurs menottes dans la position la plus proche du dos, mais n'utilisent pas d'étui pour menottes, ce qui signifie qu'un côté des menottes est poussé entre le ceinturon et le pantalon de l'agent (ou simplement rentré dans son pantalon) tandis que l'autre côté ressort à l'extérieur. Cette méthode est souvent utilisée par des agents en civil qui ne portent pas de ceinturon, et sont donc incapables d'utiliser un étui de menottes approprié.
Les policiers britanniques qui portent des menottes ont un support adapté conçu pour loger les menottes dans un coin, avec un mécanisme de libération rapide.

#### Menottes rapides

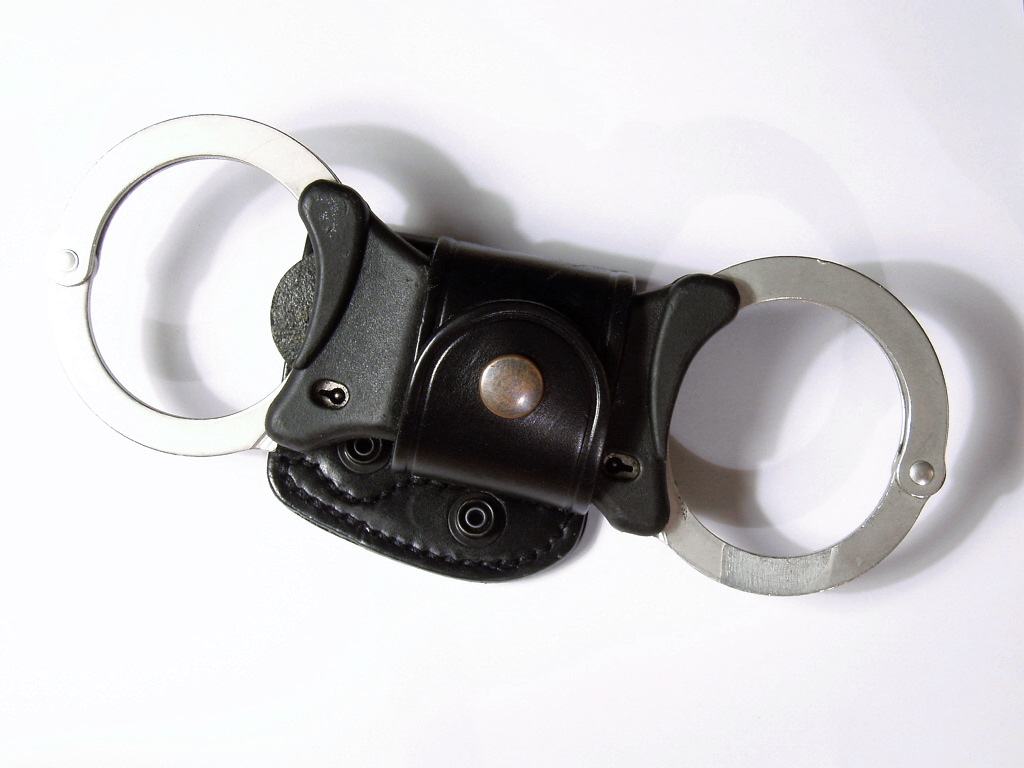
Menotte rapide avec une poignée en plastique adaptée pour permettre une manipulation et un stockage faciles sur un ceinturon

En raison de la barre rigide dans ce type de menottes, celles-ci ont tendance à occuper plus d'espace sur une ceinture alors que le maillon de la chaîne pourrait être plié ; le type rigide diminue le nombre de positions d'usure possibles. En règle générale, les poignets sont portés dans un étui spécialement conçu à 45 °, du côté gauche ou du côté droit de l'agent, selon qu'ils sont gauchers ou droitiers. Ces types de menottes sont appelés menottes rapides (en) ou menottes véloces, car la conception en barre rigide permet à l'agent de contrôler facilement le suspect et de le placer beaucoup plus rapidement sur le poignet du délinquant. Les menottes rigides sont les plus populaires au Royaume-Uni[réf. nécessaire].

#### Autres
Certains agents complètent leurs menottes standard avec des moyens de contention jetables, tels que les dispositifs de retenue ASP Tri-Fold (MC), qui peuvent être transportés dans une poche ou dans une poche spéciale du ceinturon.

### Sprays chimiques (akapoivre ou mace)

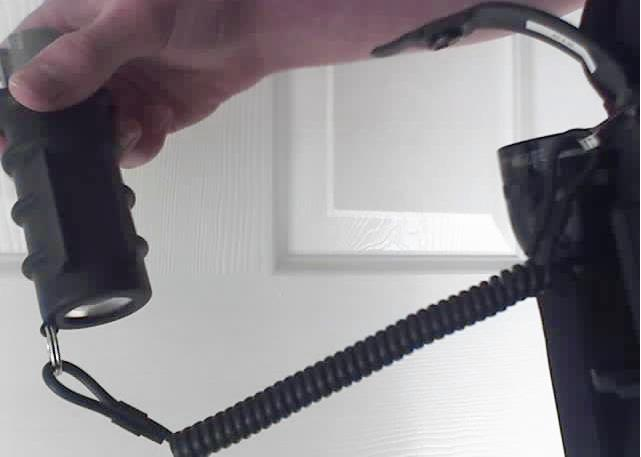
Porte- spray CS amovible.

Les agents de police transportent aussi couramment un aérosol (spray) à irritation chimique. Les quatre aérosols les plus courants sont: OC (Oleoresin Capsicum), CS (Corson et Stoughton), gaz lacrymogène CN (Chloroacétophénone) ou PAVA Spray (en). Ils sont appelés sprays de contrôle, spray au poivre ou mace.
Un moyen de les porter consiste à utiliser un support détachable, attaché au porteur par une boucle de ceinture et un cordon. Cela offre à l'agent une méthode simple et rapide pour mettre son spray en mesure de le protéger contre un suspect et un moyen sûr de le porter, car le cordon de sécurité signifie qu'il est toujours à la portée de l'agent et qu'il dispose d'un méthode de le retirer en cas de chute.
Une autre méthode de transport utilisée, qui est plus élémentaire, consiste simplement à contenir la boîte métallique dans une pochette, sécurisée par un velcro ou une fermeture à bouton. Pour que le bidon soit prêt à être utilisé, la plupart des sachets de ce type contiennent un ressort hélicoïdal au fond qui le met au-dessus du goulot du sachet lorsque le couvercle est défait.
Par le passé, certains agents qui portaient un pistolet Taser, pour des raisons de sécurité (allumage du propulseur) et de raison d'un espace de ceinture limité, ne portaient pas de spray OC (Oleoresin Capsicum) ; le Taser et OC sont souvent considérés comme ayant à peu près le même niveau de force. Cela a largement changé aux États-Unis, le Taser étant plus efficace [réf. nécessaire], et les aérosols d'OC sont maintenant ininflammables.

### Taser
Le taser (Thomas A. Swift's Electrical Rifle, littéralement « fusil électrique Thomas A. Swift ») est normalement transporté dans un étui à verrouillage à un point ou sans point, incliné sur le devant du ceinturon de l'agent.

### Éclairage portable

#### Lampes de poche primaires
Les responsables de l'application de la loi et les agents de sécurité disposent souvent d'une lampe de poche grande et puissante à usage de service, qui se porte souvent au ceinturon, et d'une lampe encore plus puissante placée dans la voiture. Ces lampes sont généralement rechargeables et restent sur le chargeur lorsqu'elles ne sont pas utilisées.
Les longues lampes de poche cylindriques ont tendance à être transportées dans un anneau de lampe de poche. Les bagues sont simples et peu coûteuses, et conviennent aux lampes de poche qui ne sont pas régulièrement transportées. Cependant, la lampe de poche - qui est souvent lourde - permet une grande liberté verticale et horizontale, ce qui peut rendre la lumière peu sûre et inconfortable à porter.
Exemples de lampes de poche primaires populaires :

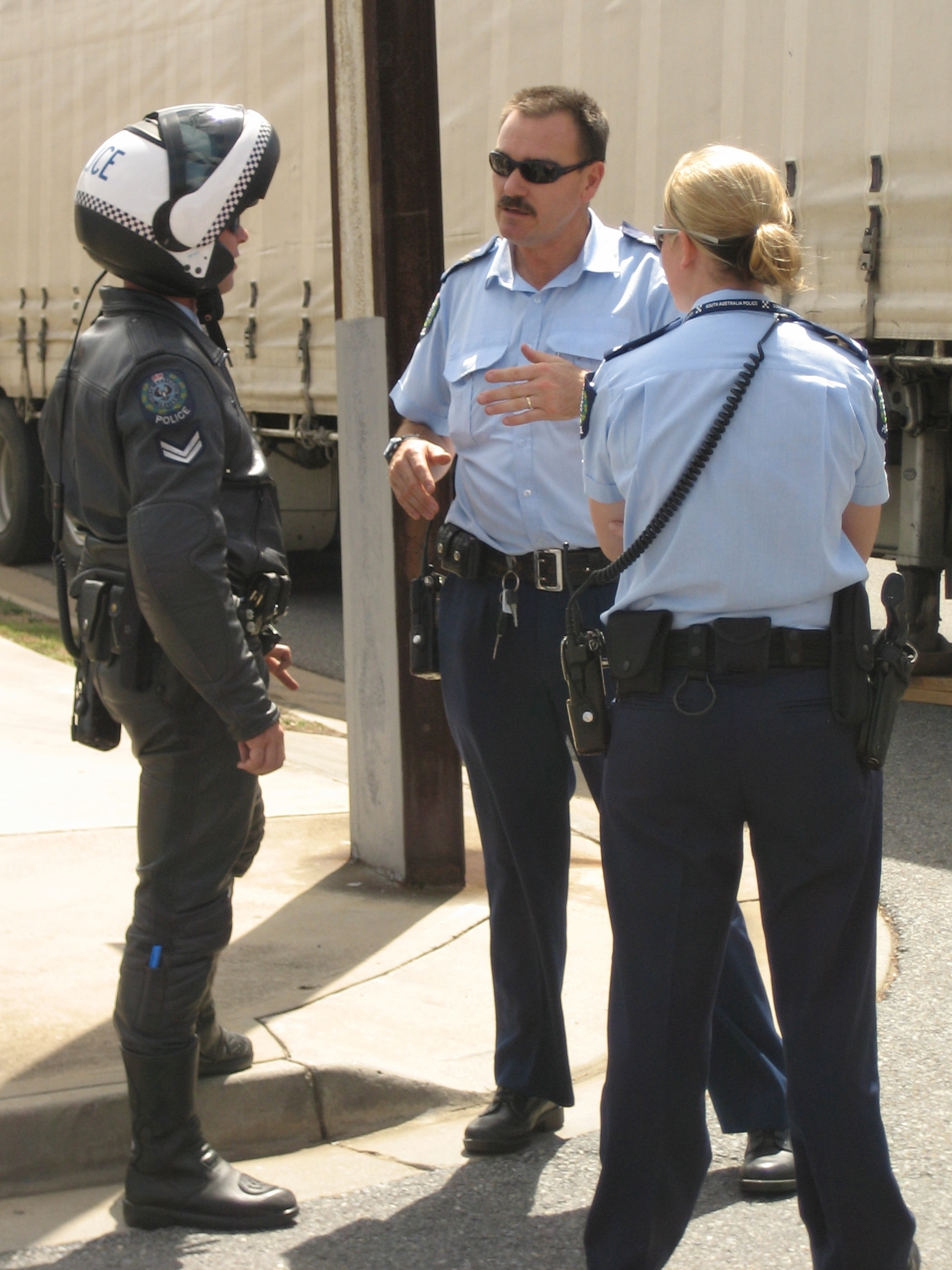
En février 2006, des policiers d'Australie du Sud avec des ceintures de police.

- Instrument Maglite MagCharger
- Streamlight SL20XP-LED
- Surefire 10X Dominator
- Pelican 8060 LED
- Ordinateur de poche UTG

#### Lampes de poche secondaires
En raison de la taille et du poids de la plupart des lampes principales, et parfois de la politique de l'agence, de nombreux agents choisissent de porter une lampe de poche secondaire plus petite pour les tâches quotidiennes. Ces lampes sont généralement rechargeables et sont maintenues dans un support sur le ceinturon.

Exemples de lampes secondaires populaires :
- Streamlight Stinger / Polystinger
- Pelican 7060 LED
- SureFire G2/G3
- SureFire 8AX/8NX Commander
- Niton Tactical L.E. Professional Range
- Blackhawk Nite-Ops Gladius
- LED Lenser P7/T7

#### Lampes de poche auxiliaires
Les lampes de poche rechargeables ont échoué à des moments inappropriés. Pour cette raison, de nombreux agents ont en leur possession des lampes de poche non rechargeables. Ces lumières doivent être petites, légères, lumineuses et absolument fiables. Ces lampes peuvent être placées dans un support du ceinturon ou dans une poche de pantalon.
Ces lampes de poche utilisent souvent des piles CR123 de 3,0 volts au lithium ou alcalines AA de 1,5 volt.
Exemples de lampes auxiliaires populaires :
- Surefire E1B Back-Up

#### Éclairage pour armes
Pour permettre un meilleur contrôle des armes, les agents attachent souvent une lampe de poche dédiée directement à l'arme à feu. Ces lampes ont tendance à être particulièrement petites, légères, robustes et utilisent des piles non rechargeables.
Ils disposent parfois de fonctionnalités spéciales, telles que les émetteurs laser.
Exemples d'éclairage pour armes populaires :
- Surefire série X300 / X400
- Série Streamlight TLR
- Blackhawk Night-Ops Xiphos
- Famille avant du fusil de chasse Surefire 618/918

#### Lumières spéciales
Certains équipements sont dotés d'un éclairage intégré pour permettre à l'agent de s'acquitter de sa tâche sans avoir à utiliser de lumière supplémentaire. Par exemple, le Streamlight Cuffmate est doté de voyants permettant à l'agent de voir les trous de clé sur ses menottes lorsqu'il maintient un suspect dans l'obscurité.

### Étui porte-chargeur (magasin)
Des chargeurs de rechange ou des chargeur rapide (en) sont transportés pour recharger une arme à feu. Les magasins peuvent être transportés en position verticale ou horizontale. L'avantage du chariot en position verticale et verticale est que le magasin occupe moins d'espace sur le ceinturon et permet ainsi de transporter davantage de magasins. L'avantage du transport horizontal est que le confort est plus grand et que les chargeurs sont dans une position facilitant la récupération et le chargement par l'agent.
Il existe également une variation dans le nombre de magasins qu'une pochette contient. La norme veut que deux magasins soient transportés, mais il existe également des variantes permettant de transporter plus ou moins de documents en fonction des besoins de l'agent. En outre, similaires aux supports d'autres équipements, ceux-ci peuvent être trouvés avec un design ouvert, ou un design fermé attaché avec un bouton-pression ou velcro.
Les autres pochettes contiennent un seul chargeur mais sont attachées à l'avant de l'étui à armes à feu de l'agent.

### Porte-matraque
Il existe plusieurs types de porte-matraque pour les agents qui ont des matraques fixes ou pliables. Pour les matraques droites et les matraques latérales fixes, ils utilisent un anneau qui maintient le témoin en place mais peut glisser lorsque l'agent est en train de courir ou se livre à une interpellation d'un délinquant, et une matraque fixe doit habituellement être retiré avant que l'agent puisse s'asseoir dans son véhicule de patrouille.
Au Royaume-Uni, où la police n'est généralement pas équipée d'armes à feu, elle utilise un étui à croix pour tirer sa matraque extensible qui se trouve du côté opposé de la main forte, tourné vers l'avant. Lorsqu'un agent doit tirer la matraque d'un étui à croix, il doit passer de l'autre côté du ceinturon, où se trouve la matraque, défaire le système de rétention (en) (ces porte-matraques sont ouverts, mais sont considérés comme sécurisés) et ouvrir le verrou de la poche. Ces détenteurs permettent également au magasin d'être entreposés en étant prolongé[incompréhensible] pour permettre à l'agent d'arrêter un suspect sans que celui-ci ait à laisser tomber sa matraque ou à l'écraser[incompréhensible], ce qui pourrait prendre du temps et permettre au suspect d'organiser une contre-attaque ou de s'échapper.
Ailleurs, les agents peuvent choisir de porter un porte-matraque fermé ou un porte-matraque ouvert pour leurs matraques extensibles. Certains agents considèrent que les poches à dessus ouvert sont un problème de sécurité car il n'y a pas de verrou à ouvrir, car un agent peut ne pas savoir que la matraque lui est enlevée ou si elle tombe lorsqu'il se déplace.

### Porte-clés

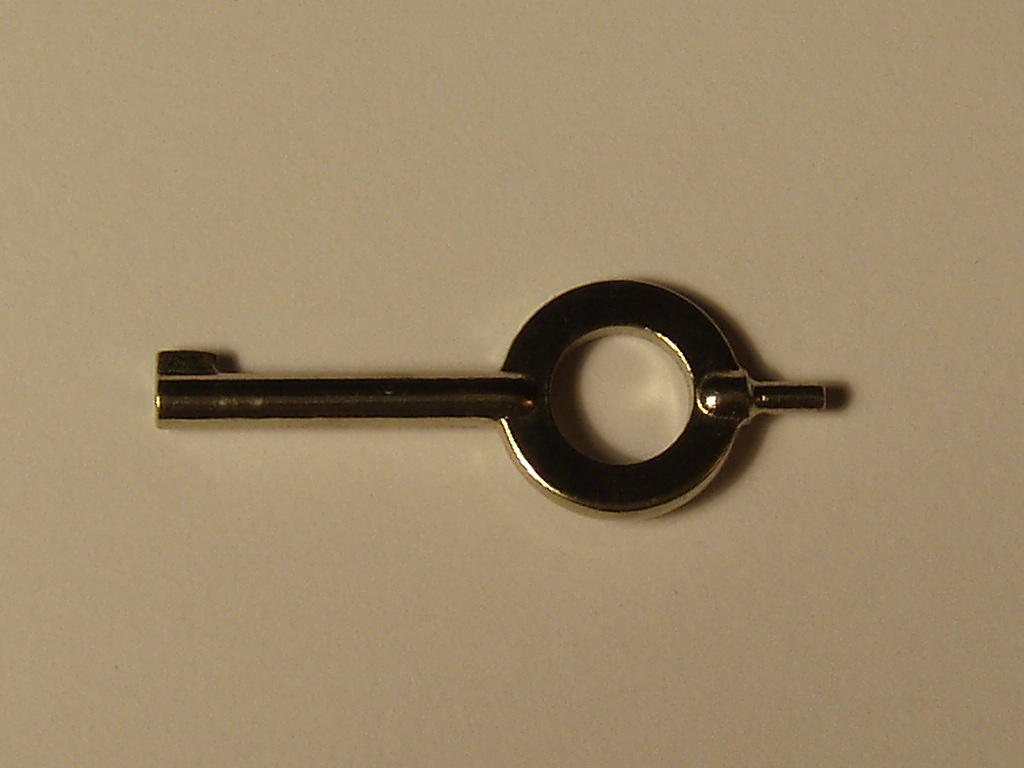
Clé de menottes universelle.

La réduction du bruit est un problème majeur pour un agent qui peut être amené à traquer un suspect en silence. Un porte-clés « silencieux » utilise un tampon velcro pour empêcher le bruit. Les autres types de porte-clés comprennent des modèles qui fonctionnent de la même manière qu'un ruban à mesurer et qui rétractent automatiquement les clés après utilisation. Un porte-clés cachés, dissimulé dans une ceinture, est principalement utilisé pour le stockage de jeux de clés de menottes de rechange.

### Gants jetables
Les gants jetables en nitrile ou en latex sont utiles lors de la manipulation de sujets susceptibles de présenter des maladies infectieuses lors du premier secours ou lors d'une arrestation. Une autre utilisation consiste à protéger les preuves sur les lieux du crime. De nombreuses entreprises fabriquent des sachets dédiés conçus spécifiquement pour contenir des gants jetables, ainsi que des sachets polyvalents pouvant contenir des téléavertisseurs, des gants jetables ou tout autre petit objet de la même taille. Un agent qui ne dispose pas de suffisamment de place à la ceinture pour un étui à gants dédié aura souvent une simple paire de gants dans la poche de son pantalon.

### Étui à couteau
Il est souvent nécessaire que les policiers portent un couteau ou un outil polyvalent (en). Le premier n'est pas seulement utilisé comme une arme de légitime défense, mais aussi comme un outil utilitaire pour couper divers objets, comme par exemple un ceinture de sécurité pour la voiture qu'un agent doit devoir couper rapidement pour enlever une personne blessée d'un véhicule.
Un outil multiple peut être utilisé dans un certain nombre de situations différentes, en fonction de sa conception spécifique. Il peut être utilisé comme couteau, mais également lors du montage ou du démontage de divers articles sur le terrain, afin de faciliter leur réparation. Il a également une utilisation limitée en tant que méthode de saisie. Les agents peuvent également choisir de porter une perforatrice pour fenêtre, qui est un petit point métallique situé au bout d'une poignée de type marteau, que l'agent peut utiliser pour casser une vitre soit pour accéder à une voiture ou à une résidence.

### Trousse de premiers secours
Étant donné que les policiers peuvent être les premiers à se présenter à un incident médical, ils peuvent porter une trousse de secours contenant du matériel de sauvetage de base, ce qui est utile pendant l'attente de l'arrivée d'une ambulance. Cet équipement peut inclure: des gants médicaux, un masque CPR (en) et des lingettes antiseptiques. Il n'est pas courant que les policiers américains portent leur équipement de premiers secours au-delà de leurs gants de protection, mais ils le gardent généralement dans leur voiture de patrouille située à proximité. Des équipements plus coûteux, tels que des défibrillateurs externes automatiques, peuvent être affectés à quelques voitures de patrouille.

## Équipement spécifique au pays

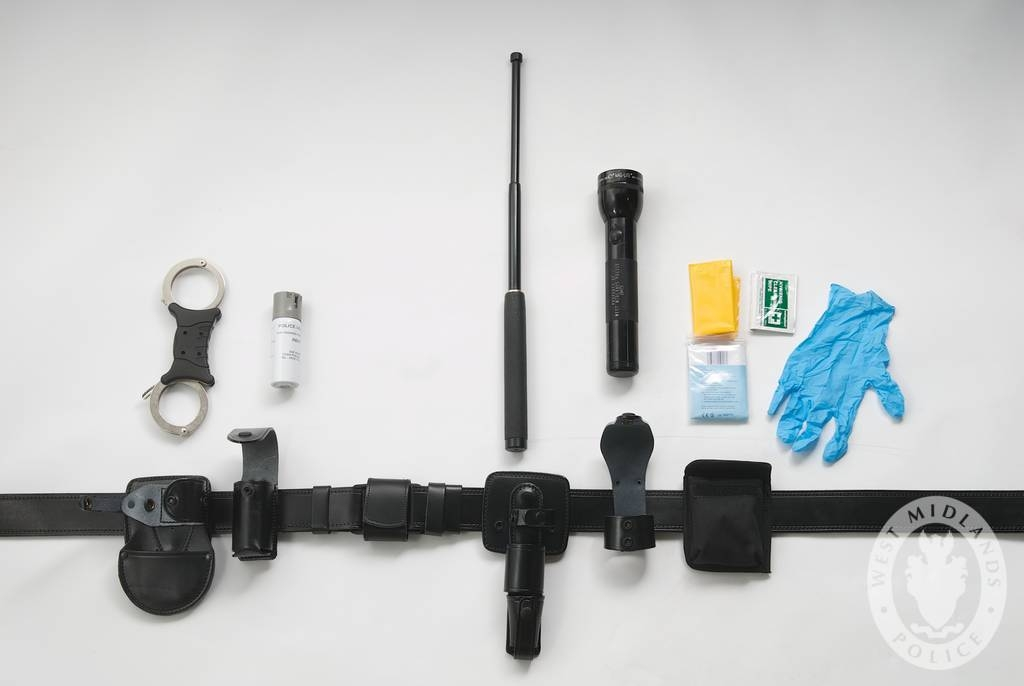
Une ceinture de service de la police du West Midlands

### Police britannique
Contrairement à la plupart des services de police des pays développés, les policiers britanniques ne sont généralement pas équipés d'armes à feu. L'équipement standard pour les agents de la police britannique comprend des menottes, une radio TETRA ou Airwave Solutions (en), un spray CS ou CapTor, un pistolet Taser (alternative aux armes à feu pour les non-agents), une matraque pliable et une pochette de protection individuelle (gants, masque). Les agents de police britanniques et ceux de la police de Hong Kong peuvent également porter leur carte de police et militaire (en) à la ceinture, bien que son utilisation ne soit pas répandue.

## Problèmes et solutions
Les policiers américains portent souvent plus de 9 kg d'équipement[réf. nécessaire]. De nombreux policiers développent des problèmes de santé, tels que des problèmes de dos chroniques, à la suite de cela.
Les agents ayant des problèmes de dos utilisent parfois des bretelles, qui transfèrent une partie du poids de la ceinture aux épaules, réduisant ainsi la quantité de poids concentrée à la taille.
Certains agents se tournent également vers des harnais. Ce harnais passe par-dessus leur gilet anti-couteau (en) ou gilet pare-balles et réduit la nécessité pour les agents de continuer à chercher leur équipement. Certains agents ont même rangé leur équipement dans des poches de leur manteau ou de leur pantalon. Toutefois, cela n'est pas recommandé si un agent doit atteindre l'équipement rapidement.

## Fabricants de ceinturon
Les fabricants de ceintures de police comprennent:
- Bianchi International (en)
- Gould Goodrich
- Uncle Mike's Law Enforcement, une filiale de Michaels of Oregon[18]
- Safariland (en)
- Orpaz Defense
- Desantis
- Stallion Leather
- Cuir étalon
- Boston Leather
- Blackhawk
- Don Hume Leathergoods
- Galco
- ASP, Inc. (en)
- DutyPro
- 5.11 Tactical (en)
- Aetco
- Aker Leather
- Boston Leather
- Premier Emblem
- Falco Holsters
- K ROUNDS
- BigFoot Gun Belts
- Magna Tactics Belts